# Database of Molecular Motion
Il Database of Macromolecular Motions, in sigla molmovdb (in italiano: Base di dati per i movimenti macromolecolari) è una base di dati bioinformatica che tenta di categorizzare i movimenti macromolecolari, talvolta conosciuti anche come cambiamento conformazionale.
Fu sviluppato da Mark B. Gerstein, Samuel Flores, Werner Krebs, e Nat Echols nel dipartimento di Biofisica molecolare e biochimica della Università di Yale.
Gli utenti possono effettuare le ricerche per il nome della proteina o attraverso il numero ID della Protein Data Bank.